# Észtország a 2004. évi nyári olimpiai játékokon
Észtország a görögországi Athénban megrendezett 2004. évi nyári olimpiai játékok egyik részt vevő nemzete volt. Az országot az olimpián 10 sportágban 42 sportoló képviselte, akik összesen 3 érmet szereztek.

## Érmesek
| Érem  | Versenyző          | Sportág   | Versenyszám         |
| ----- | ------------------ | --------- | ------------------- |
| Ezüst | Jüri Jaanson       | Evezés    | Férfi egypárevezős  |
| Bronz | Aleksander Tammert | Atlétika  | Férfi diszkoszvetés |
| Bronz | Indrek Pertelson   | Cselgáncs | Férfi nehézsúly     |

## Atlétika
Férfi
| Versenyző      | Versenyszám | Előfutam | Előfutam | Előfutam | Negyeddöntő | Negyeddöntő | Negyeddöntő | Elődöntő | Elődöntő | Elődöntő | Döntő   | Döntő    |
| Versenyző      | Versenyszám | Idő      | Hely.    | Össz.    | Idő         | Hely.       | Össz.       | Idő      | Hely.    | Össz.    | Idő     | Helyezés |
| -------------- | ----------- | -------- | -------- | -------- | ----------- | ----------- | ----------- | -------- | -------- | -------- | ------- | -------- |
| Tarmo Jallai   | 110 m gát   | 13,77    | 6.       | 38.      | kiesett     | kiesett     | kiesett     | kiesett  | kiesett  | kiesett  | kiesett | kiesett  |
| Pavel Loskutov | Maraton     |          |          |          |             |             |             |          |          |          | 2:18:09 | 26.      |

| Versenyző          | Versenyszám   | Selejtező | Selejtező | Döntő    | Döntő    |
| Versenyző          | Versenyszám   | Eredmény  | Helyezés  | Eredmény | Helyezés |
| ------------------ | ------------- | --------- | --------- | -------- | -------- |
| Marko Aleksejev    | Magasugrás    | 215 cm    | 31.*      | kiesett  | kiesett  |
| Lauri Leis         | Hármasugrás   | 16,18 m   | 33.       | kiesett  | kiesett  |
| Taavi Peetre       | Súlylökés     | 19,14 m   | 26.       | kiesett  | kiesett  |
| Gerd Kanter        | Diszkoszvetés | 60,05 m   | 19.       | kiesett  | kiesett  |
| Aleksander Tammert | Diszkoszvetés | 65,70 m   | 2.        | 66,66 m  |          |
| Andrus Värnik      | Gerelyhajítás | 83,25 m   | 5.        | 83,25 m  | 6.       |

| Versenyző      | Versenyszám | 100 m | 100 m | Távolugrás               | Távolugrás               | Súlylökés | Súlylökés | Magasugrás       | Magasugrás       | 400 m            | 400 m            | 110 m gát        | 110 m gát        | Diszkoszvetés    | Diszkoszvetés    | Rúdugrás         | Rúdugrás         | Gerelyhajítás    | Gerelyhajítás    | 1500 m           | 1500 m           | Végeredmény   | Végeredmény   |
| Versenyző      | Versenyszám | Idő   | Pont  | Eredmény                 | Pont                     | Eredmény  | Pont      | Eredmény         | Pont             | Idő              | Pont             | Idő              | Pont             | Eredmény         | Pont             | Eredmény         | Pont             | Eredmény         | Pont             | Idő              | Pont             | Pont          | Helyezés      |
| -------------- | ----------- | ----- | ----- | ------------------------ | ------------------------ | --------- | --------- | ---------------- | ---------------- | ---------------- | ---------------- | ---------------- | ---------------- | ---------------- | ---------------- | ---------------- | ---------------- | ---------------- | ---------------- | ---------------- | ---------------- | ------------- | ------------- |
| Erki Nool      | Tízpróba    | 10,80 | 906   | 753 cm                   | 942                      | 14,26 m   | 744       | 188 cm           | 696              | 48,81            | 870              | 14,80            | 874              | 42,05 m          | 706              | 540 cm           | 1035             | 61,33 m          | 758              | 4:36,33          | 704              | 8235          | 8.            |
| Kristjan Rahnu | Tízpróba    | 10,77 | 912   | érvényes kísérlet nélkül | érvényes kísérlet nélkül | 14,45 m   | 756       | nem állt rajthoz | nem állt rajthoz | nem állt rajthoz | nem állt rajthoz | nem állt rajthoz | nem állt rajthoz | nem állt rajthoz | nem állt rajthoz | nem állt rajthoz | nem állt rajthoz | nem állt rajthoz | nem állt rajthoz | nem állt rajthoz | nem állt rajthoz | nem ért célba | nem ért célba |
| Indrek Turi    | Tízpróba    | 11,08 | 843   | 691 cm                   | 792                      | 13,62 m   | 705       | 203 cm           | 831              | 51,67            | 739              | 14,26            | 941              | 39,83 m          | 661              | 480 cm           | 849              | 59,34 m          | 728              | 4:50,01          | 619              | 7708          | 23.           |

Női
| Versenyző    | Versenyszám | Előfutam | Előfutam | Előfutam | Elődöntő | Elődöntő | Elődöntő | Döntő   | Döntő    |
| Versenyző    | Versenyszám | Idő      | Hely.    | Össz.    | Idő      | Hely.    | Össz.    | Idő     | Helyezés |
| ------------ | ----------- | -------- | -------- | -------- | -------- | -------- | -------- | ------- | -------- |
| Egle Uljas   | 400 m       | 51,91    | 5.       | 24.      | 53,13    | 8.       | 24.      | kiesett | kiesett  |
| Jane Salumäe | Maraton     |          |          |          |          |          |          | 2:48:47 | 44.      |

| Versenyző    | Versenyszám   | Selejtező | Selejtező | Döntő    | Döntő    |
| Versenyző    | Versenyszám   | Eredmény  | Helyezés  | Eredmény | Helyezés |
| ------------ | ------------- | --------- | --------- | -------- | -------- |
| Eha Rünne    | Diszkoszvetés | 54,82 m   | 37.       | kiesett  | kiesett  |
| Moonika Aava | Gerelyhajítás | 54,96 m   | 33.       | kiesett  | kiesett  |

* - egy másik versenyzővel azonos eredményt ért el

## Birkózás

### Férfi
Kötöttfogású
| Versenyző      | Versenyszám | Csoportkör                                                                                                 | Csoportkör | Negyeddöntő       | Elődöntő          | Bronz- mérkőzés   | Döntő             | Helyezés |
| Versenyző      | Versenyszám | Ellenfél Eredmény                                                                                          | Hely.      | Ellenfél Eredmény | Ellenfél Eredmény | Ellenfél Eredmény | Ellenfél Eredmény | Helyezés |
| -------------- | ----------- | --- | ---------- | ----------------- | ----------------- | ----------------- | ----------------- | -------- |
| Tarvi Thomberg | 84 kg       | E csoport · Hamza Yerlikaya (TUR) · 0-3 · Olekszandr Darahan (UKR) · 0-5 · Vladiszlav Metodiev (BUL) · 0-3 | 4.         | kiesett           | kiesett           | kiesett           | kiesett           | 19.      |

## Cselgáncs
Férfi
| Versenyző        | Versenyszám | Selejtező         | 32-es főtábla                         | Nyolcaddöntő                        | Negyeddöntő                       | Elődöntő          | Vigaszág első kör | Vigaszág negyeddöntő               | Vigaszág elődöntő                 | Bronz- mérkőzés                    | Döntő             | Helyezés    |
| Versenyző        | Versenyszám | Ellenfél Eredmény | Ellenfél Eredmény                     | Ellenfél Eredmény                   | Ellenfél Eredmény                 | Ellenfél Eredmény | Ellenfél Eredmény | Ellenfél Eredmény                  | Ellenfél Eredmény                 | Ellenfél Eredmény                  | Ellenfél Eredmény | Helyezés    |
| ---------------- | ----------- | ----------------- | ------------------------------------- | ----------------------------------- | --------------------------------- | ----------------- | ----------------- | ---------------------------------- | --------------------------------- | ---------------------------------- | ----------------- | ----------- |
| Aleksei Budõlin  | Váltósúly   |                   | Grigol Mamrikisvili (GEO) · 0110-0100 | Flávio Canto (BRA) · 0010-0011      | kiesett                           | kiesett           |                   |                                    |                                   |                                    |                   | helyezetlen |
| Indrek Pertelson | Nehézsúly   |                   | Mohammed Búajsávi (ALG) · 1010-0001   | Abdullo Tangriyev (UZB) · 0021-0010 | Tamerlan Tmenov (RUS) · 0001-1110 |                   |                   | Daniel Hernandes (BRA) · 1110-0100 | Selim Tataroğlu (TUR) · 0200-0100 | Paolo Bianchessi (ITA) · 1000-0000 |                   |             |

## Evezés
Férfi
| Versenyző                                             | Versenyszám   | Előfutam | Előfutam | Vigaszág | Vigaszág | Elődöntő | Elődöntő | Elődöntő | Döntő | Döntő   | Döntő | Helyezés |
| Versenyző                                             | Versenyszám   | Idő      | Hely.    | Idő      | Hely.    | Típus    | Idő      | Hely.    | Típus | Idő     | Hely. | Helyezés |
| ----------------------------------------------------- | ------------- | -------- | -------- | -------- | -------- | -------- | -------- | -------- | ----- | ------- | ----- | -------- |
| Jüri Jaanson                                          | Egypárevezős  | 7:13,74  | 1.       |          |          | A/B/C    | 6:47,36  | 1.       | A     | 6:51,42 | 2.    |          |
| Leonid Gulov Tõnu Endrekson                           | Kétpárevezős  | 6:58,80  | 3.       |          |          | A/B      | 6:12,80  | 2.       | A     | 6:35,30 | 4.    | 4.       |
| Oleg Vinogradov Igor Kuzmin Andrei Šilin Andrei Jämsä | Négypárevezős | 5:45,56  | 2.       |          |          | A/B      | 5:44,90  | 4.       | B     | 6:05,11 | 3.    | 9.       |

## Kerékpározás

### Hegyi-kerékpározás
| Versenyző    | Versenyszám        | Idő           | Helyezés |
| ------------ | ------------------ | ------------- | -------- |
| Sigvard Kukk | Férfi terepverseny | 2 kör hátrány | 41       |

### Országúti kerékpározás
Férfi
| Versenyző     | Versenyszám   | Idő             | Helyezés      |
| ------------- | ------------- | --------------- | ------------- |
| Andrus Aug    | Mezőnyverseny | nem ért célba   | nem ért célba |
| Jaan Kirsipuu | Mezőnyverseny | nem ért célba   | nem ért célba |
| Erki Pütsep   | Mezőnyverseny | nem ért célba   | nem ért célba |
| Janek Tombak  | Mezőnyverseny | 5:50:35 (+8:51) | 61.           |

Női
| Versenyző    | Versenyszám   | Idő           | Helyezés      |
| ------------ | ------------- | ------------- | ------------- |
| Maaris Meier | Mezőnyverseny | nem ért célba | nem ért célba |

## Sportlövészet
Férfi
| Versenyző     | Versenyszám | Selejtező | Selejtező | Döntő   | Döntő    |
| Versenyző     | Versenyszám | Pont      | Helyezés  | Pont    | Helyezés |
| ------------- | ----------- | --------- | --------- | ------- | -------- |
| Andrei Inešin | Skeet       | 119       | 21.*      | kiesett | kiesett  |

* - hét másik versenyzővel azonos eredményt ért el

## Tenisz
Női
| Versenyző             | Versenyszám | 64-es főtábla                  | 32-es főtábla                                              | Nyolcaddöntő      | Negyeddöntő       | Elődöntő          | Bronz- mérkőzés   | Döntő             | Helyezés |
| Versenyző             | Versenyszám | Ellenfél Eredmény              | Ellenfél Eredmény                                          | Ellenfél Eredmény | Ellenfél Eredmény | Ellenfél Eredmény | Ellenfél Eredmény | Ellenfél Eredmény | Helyezés |
| --------------------- | ----------- | ------------------------------ | ---------------------------------------------------------- | ----------------- | ----------------- | ----------------- | ----------------- | ----------------- | -------- |
| Kaia Kanepi           | Egyes       | Cso Jundzsong (KOR) · 6-7, 1-6 | kiesett                                                    | kiesett           | kiesett           | kiesett           | kiesett           | kiesett           | 33.      |
| Maret Ani Kaia Kanepi | Páros       |                                | Ausztrália (AUS) · Alicia Molik · Rennae Stubbs · 4-6, 1-6 | kiesett           | kiesett           | kiesett           | kiesett           | kiesett           | 17.      |

## Triatlon
| Versenyző    | Versenyszám | 1,5 km úszás | 1,5 km úszás | 40 km kerékpározás | 40 km kerékpározás | 10 km futás | 10 km futás | Összesítés | Összesítés |
| Versenyző    | Versenyszám | Idő          | Hely.        | Idő                | Hely.              | Idő         | Hely.       | Idő        | Helyezés   |
| ------------ | ----------- | ------------ | ------------ | ------------------ | ------------------ | ----------- | ----------- | ---------- | ---------- |
| Marko Albert | Férfi       | 18:01        | 4.           | 1:01:31            | 15.                | 35:18       | 37.         | 1:55:26,59 | 21.        |

## Úszás
Férfi
| Versenyző        | Versenyszám | Előfutam | Előfutam | Előfutam | Elődöntő | Elődöntő | Elődöntő | Döntő   | Döntő    |
| Versenyző        | Versenyszám | Idő      | Hely.    | Össz.    | Idő      | Hely.    | Össz.    | Idő     | Helyezés |
| ---------------- | ----------- | -------- | -------- | -------- | -------- | -------- | -------- | ------- | -------- |
| Danil Haustov    | 50 m gyors  | 23,56    | 8.       | 49.      | kiesett  | kiesett  | kiesett  | kiesett | kiesett  |
| Danil Haustov    | 100 m gyors | 51,02    | 6.       | 37.      | kiesett  | kiesett  | kiesett  | kiesett | kiesett  |
| Aleksandr Baldin | 100 m mell  | 1:06,04  | 7.       | 49.      | kiesett  | kiesett  | kiesett  | kiesett | kiesett  |
| Aleksandr Baldin | 200 m mell  | 2:17,90  | 5.       | 32.      | kiesett  | kiesett  | kiesett  | kiesett | kiesett  |

Női
| Versenyző       | Versenyszám | Előfutam | Előfutam | Előfutam | Elődöntő | Elődöntő | Elődöntő | Döntő   | Döntő    |
| Versenyző       | Versenyszám | Idő      | Hely.    | Össz.    | Idő      | Hely.    | Össz.    | Idő     | Helyezés |
| --------------- | ----------- | -------- | -------- | -------- | -------- | -------- | -------- | ------- | -------- |
| Triin Aljand    | 50 m gyors  | 26,19    | 3.       | 26.      | kiesett  | kiesett  | kiesett  | kiesett | kiesett  |
| Jana Kolukanova | 100 m gyors | 57,45    | 8.       | 37.      | kiesett  | kiesett  | kiesett  | kiesett | kiesett  |
| Elina Partõka   | 200 m gyors | 2:03,54  | 4.       | 28.      | kiesett  | kiesett  | kiesett  | kiesett | kiesett  |
| Jelena Petrova  | 800 m gyors | 9:01,62  | 3.       | 23.      |          |          |          | kiesett | kiesett  |

## Vitorlázás
Férfi
| Versenyző    | Versenyszám | Futam | Futam | Futam | Futam | Futam | Futam | Futam | Futam | Futam | Futam | Futam | Pontszám | Helyezés |
| Versenyző    | Versenyszám | 1     | 2     | 3     | 4     | 5     | 6     | 7     | 8     | 9     | 10    | 11    | Pontszám | Helyezés |
| ------------ | ----------- | ----- | ----- | ----- | ----- | ----- | ----- | ----- | ----- | ----- | ----- | ----- | -------- | -------- |
| Imre Taveter | Finn dingi  | 25    | 23    | 24    | 23    | 23    | 21    | 18    | 24    | 22    | 25    | 18    | 221      | 25.      |